# Gelbe Sumpfschildkröte
Die Gelbe Sumpfschildkröte (Mauremys mutica, Syn.: Cathaiemys mutica), auch Dreikiel-Wasserschildkröte,  Dreikiel-Bachschildkröte  oder Gelbe Bachschildkröte genannt, ist eine Art der  Altwelt-Sumpfschildkröten und gehört zu der Gattung der Bachschildkröten (Mauremys). Es handelt sich um eine im Südosten Chinas und auf einer japanischen Insel vorkommende Schildkrötenart. Ihre Systematik ist bislang nicht abschließend geklärt. Zeitweise wurde sie zusammen mit Annam-Bachschildkröte in der Gattung Asiatischen Wasserschildkröten (Cathaiemys) geführt.
Von der IUCN wird die Gelbe Sumpfschildkröte  als vom Aussterben bedroht eingestuft.

## Erscheinungsbild
Die Gelbe Sumpfschildkröte hat eine Carapaxlänge von bis zu 20 Zentimeter, wobei es keinen Größenunterschied zwischen den Geschlechtern gibt. Der Rückenpanzer ist von rotbrauner Farbe. Er weist drei Längskiele auf, die schwarz gefärbt sind. Der mittlere Kiel ist der am deutlichsten ausgeprägte und bei einzelnen Individuen gelegentlich der einzige, der erkennbar ist.
Der Bauchpanzer ist gelblich bis orange. Kennzeichnend für diese Art ist ein gelber Streifen, der direkt hinter dem Augen beginnt und an der Kopfseite verläuft. Er ist oft schwarz eingefasst. Die Kehle ist ebenfalls gelblich.
Die Geschlechter lassen sich daran unterscheiden, dass Männchen einen konkav geformten Bauchpanzer haben. Ihr Schwanz ist außerdem länger als bei den Weibchen.

## Verbreitung und Lebensweise
Die Gelbe Sumpfschildkröte kommt im Südosten Chinas vor sowie auf den westlichen der Ryūkyū-Inseln, die zu Japan gehören. Diese Inselgruppe im Ostchinesischen Meer liegt zwischen  Kyūshū und Taiwan. Das Verbreitungsgebiet reicht von China ausgehend bis in den Norden von Vietnam. Die auf den Ryūkyū-Inseln vorkommenden Schildkröten gehören der Unterart Mauremys mutica kami an. Die auf dem Festland lebenden Mauremys mutica mutica stellen die Nominatform dar.

## Gefährdung
Die IUCN stuft die Art als vom Aussterben bedroht ein. Über die letzten drei Generationen wird ein Bestandsrückgang von 80 % vermutet. Die Art wird stark für den Tierhandel gesammelt, wodurch zuletzt insbesondere in Taiwan der Bestand abnahm. In Vietnam ist die Gelbe Sumpfschildkröte durch den Verlust an Lebensräumen bedroht, da dort die meisten tiefliegenden Feuchtgebiete in Reisfelder umgewandelt wurden. Die Art ist im Anhang II des Washingtoner Artenschutzübereinkommens gelistet. Auf der nationalen Roten Liste Chinas wird sie als stark gefährdet eingestuft und auf der Roten Liste Japans die Unterart Mauremys mutica kami als gefährdet.

## Lebensraum
Die Gelbe Sumpfschildkröte ist eine sehr anpassungsfähige Art, die sich sowohl in Niederungen als auch in Waldbächen des Hügellandes findet. Die Artvertreter sind allerdings schlechte Schwimmer. Sie ernähren sich neben animalischer Kost vor allem von Früchten.

## Fortpflanzung
Das Gelege der Gelben Sumpfschildkröte enthält im Regelfall ein bis zwei Eier. Nur Ausnahmefällen kommt es auch zu Gelegen mit vier Eiern. Die Eier wiegen zwischen 7,5 und 12 Gramm. Die Zeitdauer zwischen Eiablage und Schlupf der Jungtiere ist abhängig von der Umgebungstemperatur und der relativen Luftfeuchtigkeit. Die Inkubationszeit beträgt zwischen 65 und 79 Tagen.

## Nachweise

### Weblink
- Mauremys mutica In: The Reptile Database
- Mauremys mutica in der Roten Liste gefährdeter Arten der IUCN. Eingestellt von: J. Fong, H. Hoang, P. Li, T. McCormack, D.-Q. Rao & L. Wang, 2018.